# 土曜エクスプレス
『土曜エクスプレス』（どようエクスプレス）とは、過去土曜11時台にテレビ朝日系列九州地区ブロックネットで放送されていた九州朝日放送製作のワイドショー。
番組開始時には九州朝日放送のほか、長崎文化放送・熊本朝日放送・鹿児島放送で放送されていた。その後、1993年10月に大分朝日放送および山口朝日放送が開局し、これらがネット局に加わった。位置づけとしては『情報回遊TV うるとらマンボウ』の土曜版に当たり、当時は日曜以外、毎日ブロックネットの生情報番組が午前中に放送されていた。
番組の終了後も同様の九州地区ブロックネット番組「ニュース瓦版・九州見聞録」が放送されたが、山口朝日放送はネット局から外れた。
2013年3月をもってブロックネットが終了。福岡ローカルとなり『気ままにLB』『週末まるごと! よくばりミルキィ』『土曜もアサデス。』と続いてきたが、2018年3月をもってローカル制作から撤退しネット番組へ切り替えた。